# Phoriospongia levis
Phoriospongia levis är en svampdjursart som beskrevs av Lendenfeld 1888. Phoriospongia levis ingår i släktet Phoriospongia och familjen Chondropsidae.
Artens utbredningsområde är havet kring Australien. Inga underarter finns listade i Catalogue of Life.